# Anders Hamsten

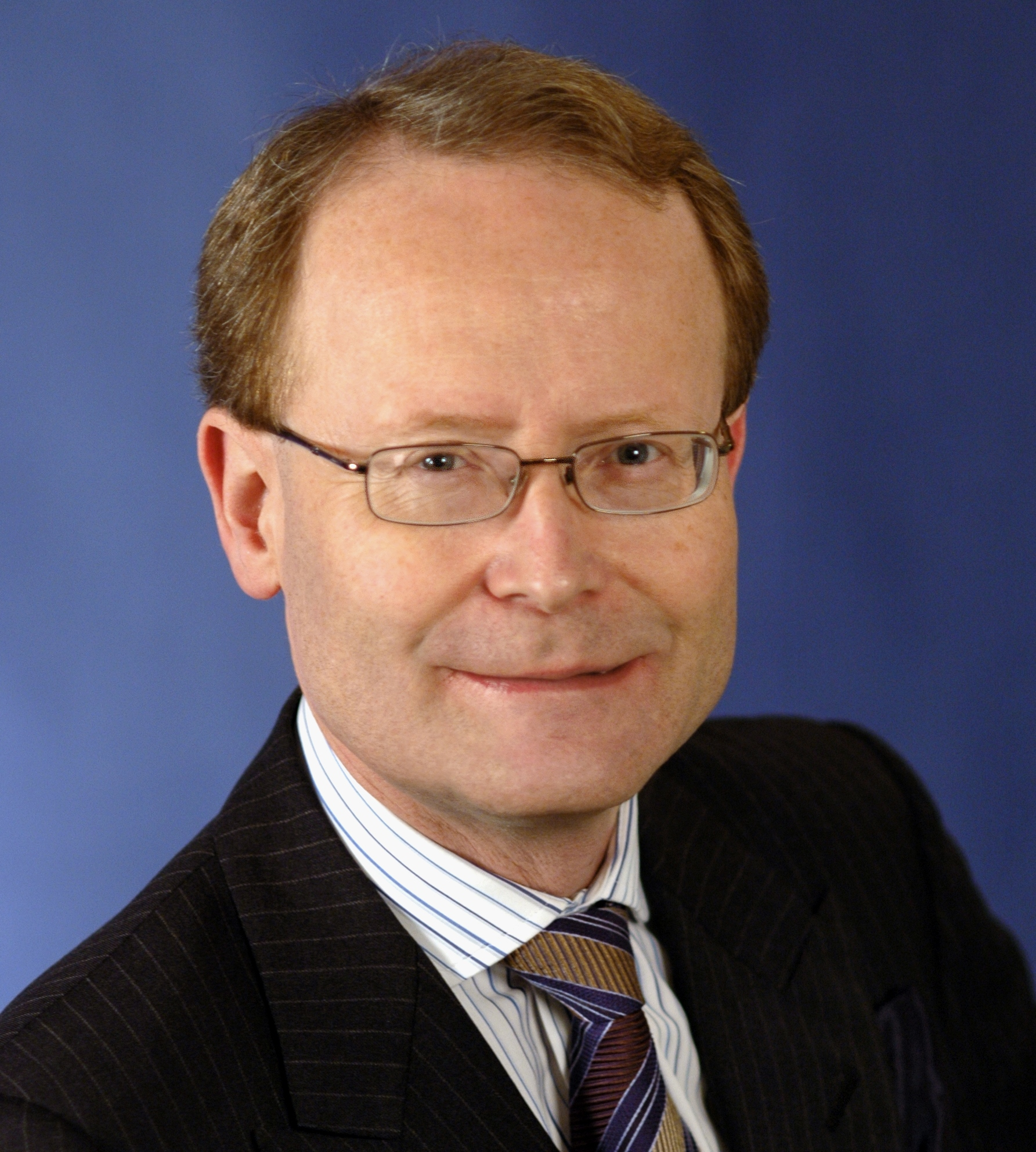
Anders Hamsten (2005)

Carl Anders Hamsten, född 20 december 1953 i Älvsbyn, är en svensk läkare och professor i kardiovaskulära sjukdomar.
Anders Hamsten avlade läkarexamen 1978 på Karolinska institutet i Solna, disputerade där 1986, och blev docent 1990 samt professor 1999. Han blev 2004 ledamot av Nobelförsamlingen vid Karolinska institutet, och ingick i Karolinska institutets Nobelkommitté 2010–2012 som adjungerad ledamot. 
Anders Hamsten var rektor för Karolinska institutet från januari 2013 till februari 2016, då han avgick med anledning av affären kring Paolo Macchiarini. Prorektor Karin Dahlman-Wright fick sköta rektorsuppgifterna efter hans avgång. År 2016 utsågs Hamsten och de övriga i KI:s ledning till Årets förvillare då de "medverkade till att tysta ned det forskningsfusk som begicks av kirurgen Paolo Macchiarini".
Hamsten invaldes 2015 till ledamot av Kungliga Ingenjörsvetenskapsakademien.